# Хесус Марія Лакрус Гомес
Хесус Марія Лакрус Гомес (ісп. Jesús María Lacruz, нар. 25 квітня 1978, Памплона) — іспанський футболіст, що грав на позиції захисника.
Виступав, зокрема, за «Атлетік Більбао» та «Еспаньйол», а також молодіжну збірну Іспанії.

## Клубна кар'єра
Народився 25 квітня 1978 року в місті Памплона. Вихованець футбольної школи клубу «Осасуна». З 1994 року став виступати за резервну команду, в якій провів два сезони, взявши участь у 34 матчах Сегунди Б. 10 червня 1995 року дебютував у першій команді «Осасуни» у Сегунді, де за три сезони зіграв 48 ігор.
Своєю грою за останню команду привернув увагу представників тренерського штабу клубу «Атлетік Більбао», до складу якого приєднався 1997 року. 13 вересня 1997 року дебютував у Прімері в матчі проти столичного «Атлетіко» (1:0). Відіграв за клуб з Більбао наступні дев'ять сезонів своєї ігрової кар'єри. Більшість часу, проведеного у складі «Атлетика», був основним гравцем захисту команди.
Влітку 2006 року Ернесто Вальверде, який був тренером Хесуса Марії у Більбао, підписав його для свого нового проекту в «Еспаньйолі». Дебютував за нову команду 17 серпня під час домашньої гри проти «Барселони» (0:1) у Суперкубку Іспанії, а за підсумками сезони дійшов до фіналу Кубка УЄФА, коли каталонці програли «Севільї» по пенальті. У сезоні 2008/09 років 31-річний футболіст втратив місце в основі, тому по його завершенні покинув команду.
У січні 2010 року, після кількох місяців без команди, він підписав контракт з нижчоліговим клубом «Реал Уніон», за який виступав протягом 2010—2012 років.

## Виступи за збірні
У складі юнацької збірної Іспанії (U-20) брав участь у молодіжному чемпіонаті світу 1997 року у Малайзії, де зіграв один матч проти Коста-Рики. Загалом на юнацькому рівні взяв участь у 4 іграх.
Протягом 1998–2000 років залучався до складу молодіжної збірної Іспанії, з якою став бронзовим призером молодіжного чемпіонату Європи 2000 року у Словаччині. Всього на молодіжному рівні зіграв у 9 офіційних матчах.
У складі олімпійської збірної Іспанії брав участь у футбольному турнірі літньої Олімпіади 2000 року в Сіднеї, ставши разом із командою срібним призером. На турнірі провів 5 матчів і забив у грі проти Чилі (1:3).